# 九墩镇
九墩镇，原为九墩乡，是中华人民共和国甘肃省武威市凉州区下辖的一个乡镇级行政单位。2018年3月撤乡设镇。区划代码改为620602133。

## 行政区划
九墩镇下辖以下地区：
小泉村、史家湖村、九墩村、光明村、下窝村和平乐村。